# Otto Helms
Otto Helms, född 6 maj 1866 i Horsens, död 16 april 1942 i Charlottenlund, var en dansk läkare och ornitolog. 
Helms blev student 1883 och candidatus medicinæ 1890. Han vistades på Grönland 1890–1891 som läkare vid kryolitbrottet i Ivigtut och 1893 som läkare i Arsuk. Han praktiserades därefter under en rad år i Haslev, där han även från 1903 var överläkare vid Nationalforeningens sanatorium, en post, som han 1908 bytte ut mot överläkartjänsten på sanatoriet vid Nakkebølle Fjord. 
Hems bedrev under en lång följd av år ornitologiska studier på sin fritid och han hade ingående kännedom om såväl den danska som den grönländska fågelvärlden. Han skrev en lång rad faunistisk-biologiska arbeten, vilka till stor del publicerades i "Dansk ornithologisk Forenings Tidsskrift", för vilken han var redaktör från föreningens stiftande 1906 till 1920. Han utgav Danske Fugle ved Hus og i Have (1924) och Danske Fugle ved Stranden (1927), vilka i hög grad bidrog till att i vida kretsar väcka intresse för Danmarks fågelvärld. Han skrev även de populärvetenskapliga små monografierna Stæren (1925), Nattergalen (1926) och Storken (1927) med illustrationer av Johannes Larsen.